# 묘각사 (서울 종로구)
묘각사는 서울특별시 종로구 낙산의 동쪽에 위치하여 서울시민을 위한 수행과 대중 불교 운동을 지향한 대한불교관음종의 총무원이 있는 곳이다.

## 역사
이곳에 절을 지으면 서울시민이 편안하다는 풍수설에 따라 1942년 5월 태허 홍선 스님이 창건했다고 전한다. 실제 관음사가 자리 잡은 낙산은 풍수설에서 서울의 좌청룡에 해당하는 산으로 그 끝자락에 묘각사가 놓여 있다. 비교적 짧은 역사에도 서울의 중심지역에 위치한 묘각사는 동대문 밖 서울시민의 안심입명 귀의처로 역할을 다하고 있다. 템플스테이가 처음 시작된 2002년 월드컵 대회 때부터 템플스테이 사찰로 지정되어 가장 오랜 전통을 간직하고 있는 사찰이기도 하다. 1997년 2월 화재로 전소되었던 사찰을 7년 만에 크게 복원하여 현재의 사찰의 모습을 갖추었다.

## 문화재
묘각사는 주택가 작은 터에 위치하지만, 안으로 들어가면 대불보전, 원통보전, 낙가선원, 석굴암, 산신각, 그리고 마애관음상 등이 짜임새 있게 놓여 있다.

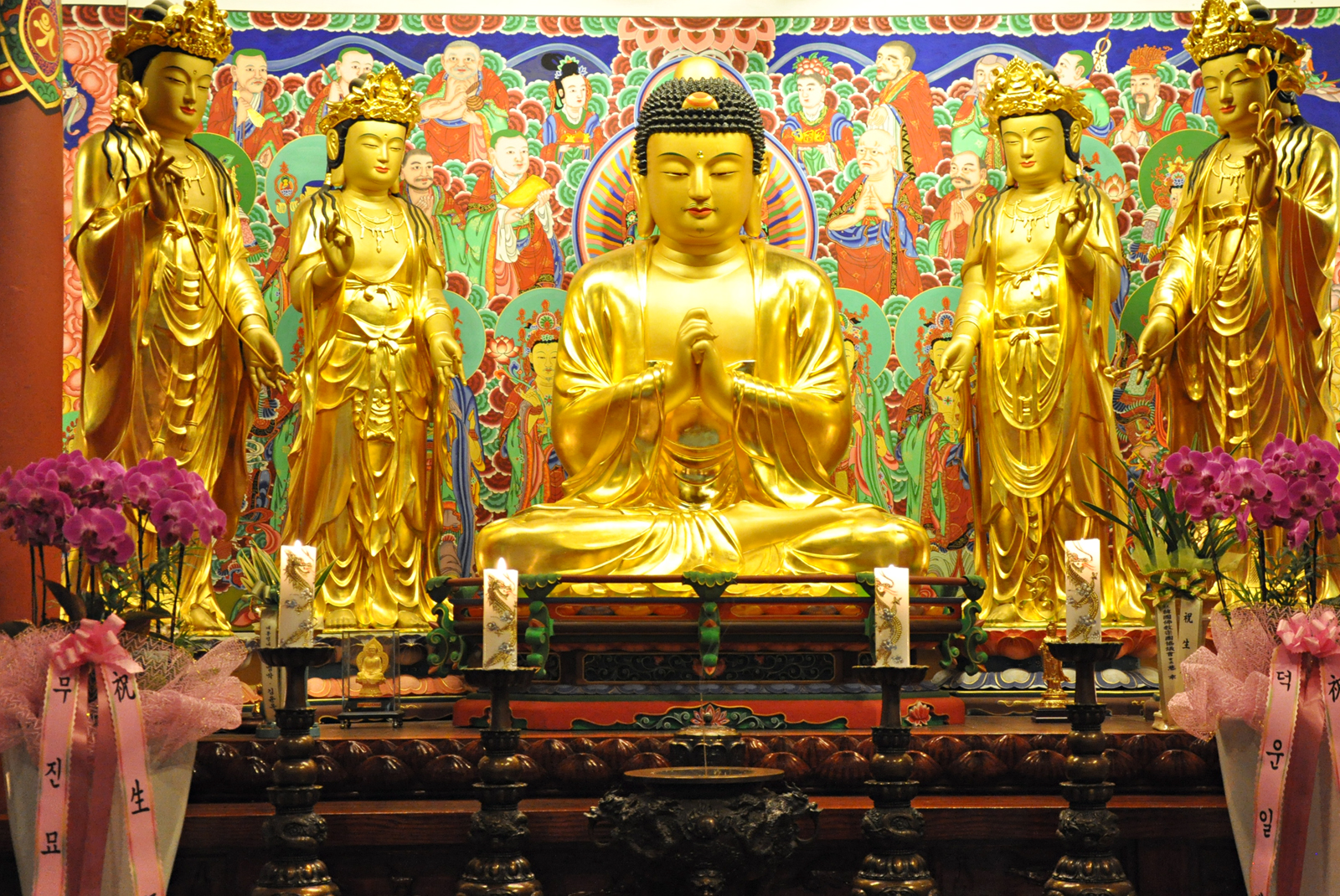
대불보전

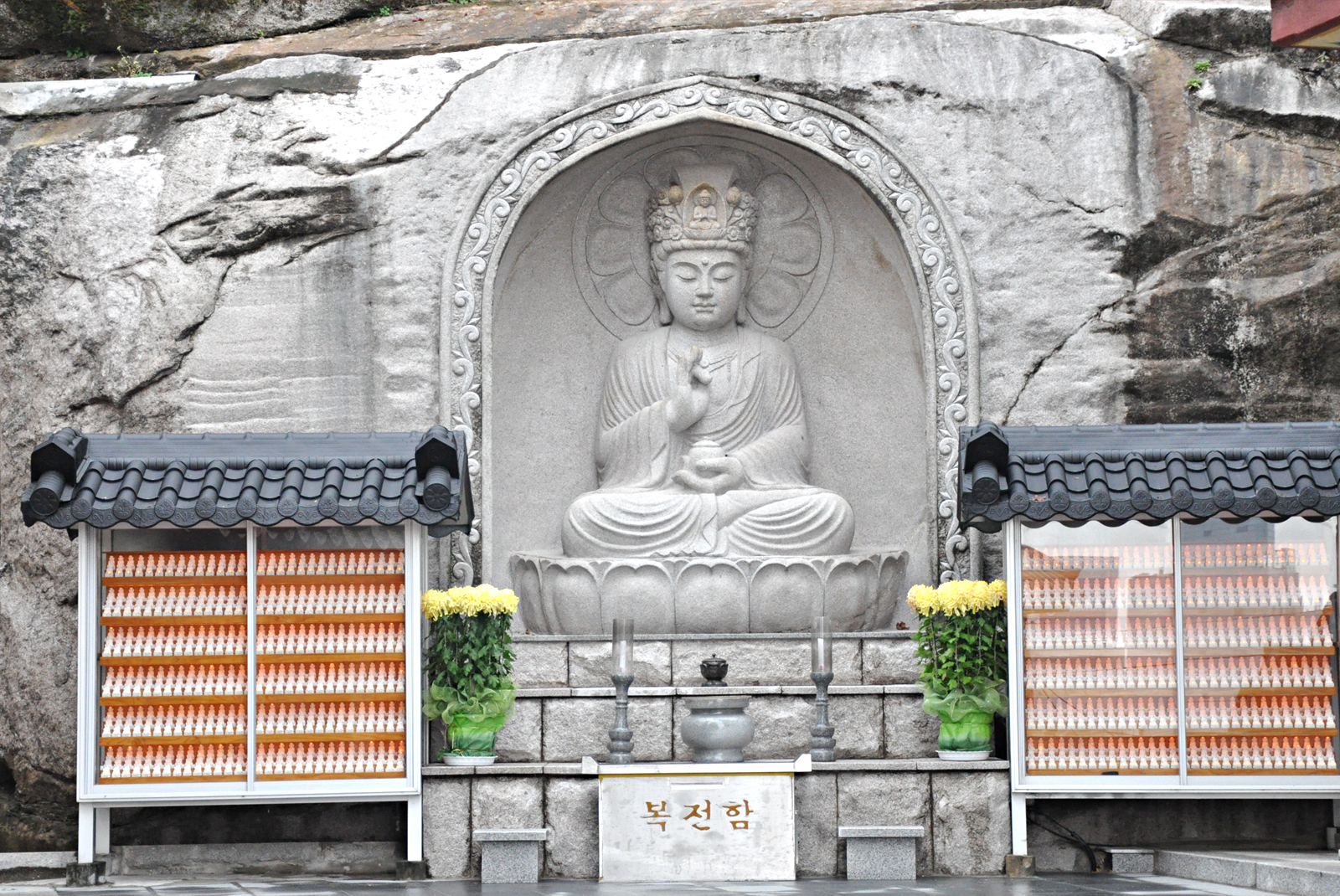
마애관세음보살상

## 주변 볼거리
서울 동대문 도심에 자리 잡은 묘각사 주변에는 유서 깊은 명소들이 즐비하다. 묘각사 뒤편으로 오르면 낙산의 끝자락인 동망봉이다. 단종의 비였던 정순왕후가 매일 올라가 동쪽을 바라보며 단종을 그리워 했다고 해서 동망봉이란 지명이 붙은 봉우리다. 그곳에서 더 낙산 방향으로 올라가면 한양도성이 길게 누워 있는 나지막한 능선이 낙산이다. 이곳은 서울 시내가 한눈에 들어오는 명소로 낙산공원으로 조성되었다.
묘각사에서 큰 길 건너편에는 관우를 신으로 모시고 나라에서 제사를 지내던 동관왕묘가 있다. 주변에 상설화된 중고품 시장이 매일 개설되어 많은 사람들이 오간다. 여기서 청계천을 건너면 동대문시장이다. 의류, 가방, 신발 등 생필품을 싼 가격으로 구입할 수 있는 관광의 명소다.

## 체험 및 시설

### 템플스테이

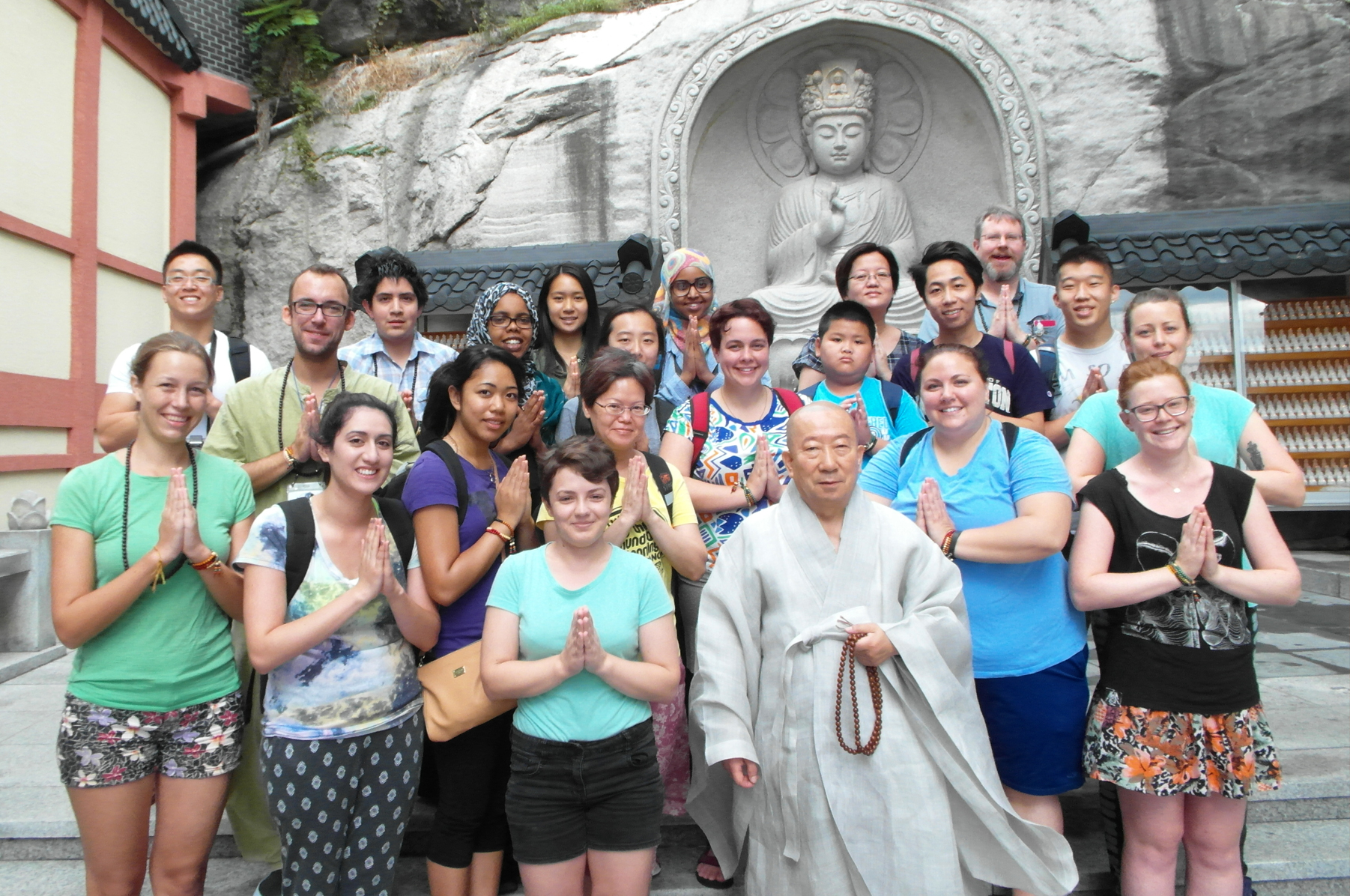
묘각사 템플스테이 참가자들

묘각사에서는 내·외국인을 위한 다양한 템플스테이 프로그램을 운영하고 있다. (묘각사 템플스테이 프로그램)

## 같이 보기
- 서울특별시의 사찰 목록